# Eugen Bleuler
Paul Eugen Bleuler (30 d'abril de 1857 - 15 de juliol de 1939) va ser un psiquiatre suís, més conegut per haver encunyat el terme esquizofrènia, i per les seves contribucions al camp de les malalties mentals.
Bleuler va néixer a Zollikon, un petit poblat proper a Zúric, Suïssa. Els seus pares van ser Johann Rudolf Bleuler i Pauline Bleuler-Bleuler.
Va estudiar medicina a Zuric, i més tard va estudiar a París, Londres i Múnic, després de la qual cosa va tornar a Zuric per prendre un lloc com intern del Burghölzli, un hospital universitari.
El 1886, Bleuler va ser nomenat director d'una clínica de psiquiatria a Rheinau, hospital localitzat en un antic monestir sobre una illa del riu Rin. Rheinau estava desfasat en aquell temps, i Bleuler va millorar les condicions dels pacients que hi residien.